# L'autunno dell'azteco
L'autunno dell'azteco è il secondo libro della serie scritta da Gary Jennings sul Messico e sulla civiltà azteca.

## Trama
Questo secondo episodio riparte dalla morte sul rogo del protagonista del primo libro Mixtli.
Il figlio Tenamàxtli che osserva il rogo decide di vendicare la morte del padre e sogna di liberare quel che resta dell'impero azteco dal giogo spagnolo.
Nel suo tentativo di riconquistare la libertà conosce grandi amori e personaggi indimenticabili, viaggia per tutto il Messico per reclutare il suo esercito; e riesce ad ottenere vittorie insperate ma anche brucianti sconfitte.
Arriva ad un passo dal completo annientamento del potere spagnolo, ma proprio allora cade in un tranello e mentre il suo esercito viene sconfitto, muore tra le braccia di sua figlia Veronica, che diviene l'anello di congiunzione con il terzo libro della serie, Il sangue dell'azteco.

## Edizioni
- Gary Jennings, L'autunno dell'azteco, traduzione di Maria Teresa Marenco, collana Superbur, Rizzoli, 1997,  p. 448, ISBN 88-17-20265-7.
- Gary Jennings, L'autunno dell'azteco, traduzione di Maria Teresa Marenco, BUR Best BUR, Rizzoli, 12 giugno 2018,  p. 450, ISBN 9788817101974.